# مرد دوچهره (فیلم ۱۹۲۴)
«مرد دوچهره» (چکی: Dvojí život) فیلمی در ژانر درام است که در سال ۱۹۲۴ منتشر شد.